# 60e brigade de fusiliers motorisés
Pour les articles homonymes, voir 60e brigade.
La 60e brigade de fusiliers motorisés (en russe : 60-я мотострелковая бригада, abrégé 60 омсбр), de son nom complet la 60e brigade indépendante de fusiliers motorisés de l'ordre du Drapeau rouge (en russe : 60-я отдельная мотострелковая Краснознамённая бригада), est une unité des forces terrestres des forces armées de la fédération de Russie (no d'unité 16871).
La formation fait partie de la 5e armée du district militaire est. Sa garnison permanente est située est le village de Kamen-Rybolov, dans le kraï du Primorié.

## Histoire
Cette brigade est issue de la 218e brigade de chars, créée en juillet 1942 et affectée à la 25e armée du Front d'Extrême-Orient. Le 9 août 1945, elle passe à la 5e armée,. Commandée par le colonel Afanassi Petrovitch Velintchko,, la brigade participe à l'offensive de Mandchourie contre les Japonais. La brigade combat initialement avec la 63e division de fusiliers (ru), placée à gauche de l'attaque du 72e corps de fusiliers,. Lors des combats pour Mudanjiang (en), la brigade combat aux côtés de la 144e division de fusiliers (ru),.
La 218e brigade est renommée 218e régiment de chars le 8 décembre 1945. Titulaire de l'ordre du Drapeau rouge, le 218e régiment de chars (numéro d'unité 16871) appartient à la 2e division de chars, renommée 32e division en 1957,. 
En 2009, le 218e régiment est transformé en 60e brigade de fusiliers motorisés.
À partir de 2022, l'unité est déployée lors de l'invasion russe de l'Ukraine sur le territoire de la république populaire de Donetsk. En avril, la 60e brigade lance une attaque au sud de Horlivka en direction de Kostiantynivka, mais sans succès. Au cours des mois suivants, elle reste déployée dans l'oblast de Donetsk, avant d'être transférée dans le secteur de Velyka Novossilka début 2023. Dans cette zone, la brigade fait face à la contre-offensive ukrainienne de 2023, défendant fermement le village d'Urožajne avec la 136e brigade de fusiliers motorisés de la Garde. Le 5 juillet, le commandant du bataillon de chars de la brigade, le major Dmitri Chliapkine, est tué au combat dans ce secteur. En raison des attaques des marines ukrainiens, en particulier de la 35e brigade, la 60e brigade est contrainte d'abandonner sa position le 15 août après avoir subi de lourdes pertes,. Cependant, en septembre 2023, grâce au soutien des unités des VDV, elle réussit à repousser la 23e brigade mécanisée ukrainienne de Pryiutne. Elle opère dans ce secteur jusqu'en mars 2024, date à laquelle la 60e brigade appuie une attaque de la 5e brigade de chars et de la 37e brigade de fusiliers motorisés en direction de Staromajors'ke. Début mai, les 5e et 60e brigades parviennent à avancer vers Urožajne, prenant pied à la périphérie sud du village défendu par la 58e brigade motorisée. Pour compenser les pertes subies, la brigade est renforcée début juin 2024 par du personnel fraîchement mobilisé du 1440e régiment de fusiliers motorisés (unité militaire n° 95381).